# Olbia (incrociatore ausiliario)
L'Olbia è stato un incrociatore ausiliario della Regia Marina, già motonave passeggeri italiana.

## Storia

22 maggio 1929: il varo dellOlbia. Madrina del varo fu la signora Cavallaro.

Costruita nei cantieri Ansaldo di Sestri Ponente tra il gennaio 1928 ed il luglio 1929 per la Compagnia Italiana Transatlantica (CITRA), l'unità (il nome Olbia venne proposto dal poeta Gabriele D'Annunzio, a commemorazione del luogo in cui Lucio Cornelio Scipione aveva sconfitto le truppe cartaginesi), così come le gemelle Deffenu e Caralis, era una motonave passeggeri da 3514 (per altre fonti 3700) tonnellate di stazza lorda. Due motori diesel MAN azionavano due eliche (altre fonti parlano di tre motori e tre eliche), consentendo una velocità di crociera di 14,5 nodi ed una massima di 15,6. Originariamente l’Olbia era impiegato come “postale” nei collegamenti con la Sardegna.
Nel marzo 1932 la CITRA si fuse con la Florio-Società Italiana di Navigazione formando la «Tirrenia Flotte Riunite Florio-Citra», che il 21 dicembre 1936, a seguito dell'unione con altre compagnie minori, formò la Tirrenia Società Anonima di Navigazione. L’Olbia seguì i mutamenti delle società armatoriali, venendo iscritto, con matricola 403, al Compartimento marittimo di Napoli.
Nel 1938 l'Olbia, insieme ad altre tre navi della Tirrenia (Città di Savona, Città di Bastia e Città di Napoli) e ad altri mercantili, fece parte di un convoglio che trasportò coloni in Libia.
Come molte altre unità costruite per società statali, la nave era stata progettata per poter essere convertita, all'occorrenza, in incrociatore ausiliario (fin dal varo erano state infatti installate piattaforme per cannoni). Essa rispondeva alle caratteristiche prescritte per tale impiego: tonnellaggio contenuto ma comunque sufficiente da consentire la navigazione d'altura senza problemi, velocità intorno ai 15 nodi e possibilità di essere impiegata in missioni veloci di trasporto.
Il 13 giugno 1940, tre giorni dopo l'ingresso dell'Italia nella seconda guerra mondiale, l’Olbia venne requisito dalla Regia Marina a Civitavecchia ed iscritto nel ruolo del naviglio ausiliario dello Stato come incrociatore ausiliario, con matricola D 7.

LOlbia ormeggiato al pontile per la Sardegna di Civitavecchia, con i colori della Tirrenia

Dotata di quattro cannoni da 102/45 Mod. 1917 mm, quattro mitragliere da 20/65 mm ed altrettante da 13,2 mm, l'unità venne destinata principalmente a compiti di scorta convogli, svolgendo numerose missioni di questo tipo nei successivi tre anni.
Intorno alle 14.42 del 20 giugno 1943, durante la navigazione da Napoli a Brindisi, l’Olbia venne avvistato dal sommergibile britannico United. Alle 15.13 (o verso le 15.15) il sommergibile avversario lanciò una salva di quattro siluri da circa 820 metri di distanza: tre delle armi colpirono l'incrociatore ausiliario, che iniziò a sbandare sulla dritta, avvolto dal fumo. Circa cinque minuti dopo il siluramento da bordo dell’United venne avvistata una scialuppa che si stava velocemente allontanando dalla nave agonizzante, mentre un altro gruppo di uomini gettava in acqua zatterini «Carley» e si tuffava in mare dalla zona dello squarcio aperto da uno dei siluri nel castello di prua. Dopo oltre un'ora di agonia l’Olbia s'inabissò in posizione 37°35' N e 16°05' E, una ventina di miglia a sud di Capo Spartivento calabro.

## Galleria d'immagini

Due motonavi della serie “Caralis” ormeggiate a Civitavecchia con i colori della CITRA: in secondo piano è l'Attilio Deffenu, mentre la nave in primo piano è probabilmente l'Olbia.
Le tre navi gemelle Olbia (a sinistra), Deffenu (al centro) e Caralis (a destra) a Civitavecchia.